# 光熙洞
光熙洞 （クァンヒドン、朝：광희동）は、ソウル特別市中区にある行政洞。

## 概要
光熙洞は中区中部からやや東寄りに位置している行政洞である。北は区境になっており、鍾路区に接している。東は同じ区内の新堂洞、南は奨忠洞及び筆洞、西は乙支路洞にそれぞれ接している。

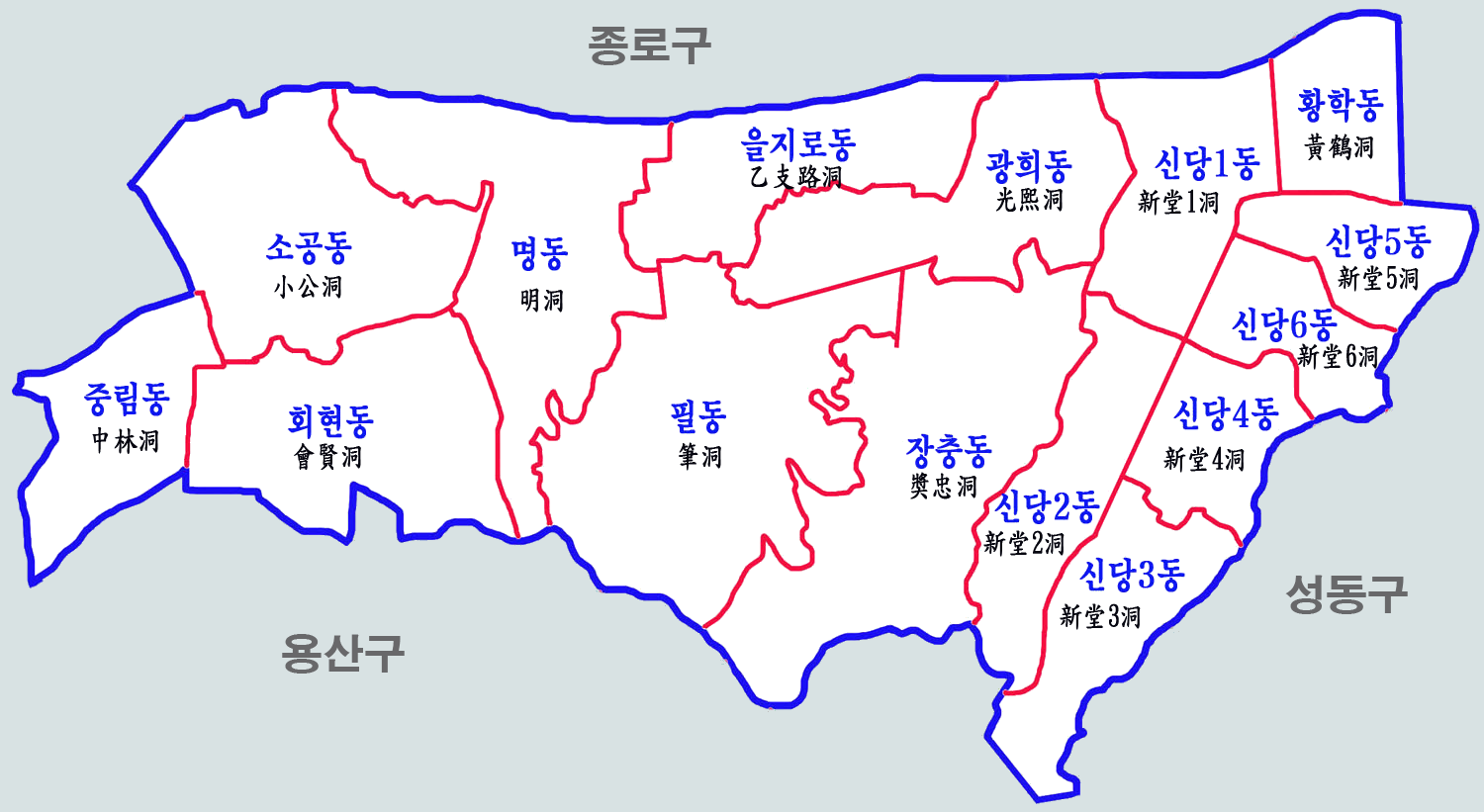
中区の行政洞

## 法定洞
管轄の法定洞は以下のとおりである。
- 忠武路4街 （チュンムロサガ、충무로4가）
- 忠武路5街 （チュンムロオガ、충무로5가）
- 仁峴洞2街 （イニョンドンイガ、인현동2가）
- 芸館洞 （イェグァンドン、예관동）
- 光熙洞1街 （クァンヒドンイルガ、광희동1가）
- 光熙洞2街 （クァンヒドンイガ、광희동2가）
- 双林洞 （サンニムドン、쌍림동）
- 乙支路6街 （ウルチロユッカ、을지로6가）
- 乙支路7街 （ウルチロチルガ、을지로7가）
- 五荘洞 （オジャンドン、오장동）